# Suva Reka
Suva Reka (serb. cyrylicą Сува Река, alb. Suharekë lub Suhareka) – miasto w południowym Kosowie; w regionie Prizren; 18 tys. mieszkańców (2005). Burmistrzem miasta jest Sali Asllanaj.